# Flagge der Tschechoslowakei
Die Flagge der Tschechoslowakei war die offizielle Flagge der Tschechoslowakei und wurde von 1920 bis 1993 gebraucht. Heute ist sie die Flagge Tschechiens.

## Geschichte und Symbolik
Nach der Gründung der Tschechoslowakei im Jahr 1918 benutzte der neue Staat vorübergehend die weiß-rote Flagge Böhmens. Wegen der Ähnlichkeit zu den Farben der nationalen polnischen und österreichischen Flagge und aufgrund der Angliederung der Slowakei und der Karpatenukraine wurde Ende 1918 eine Provision geschaffen. 
Im Juni 1919 wurde beschlossen, dass die neue Fahne drei Farben enthalten sollte: rot, weiß und blau. Jaroslav Kursa löste 1919 einen Vorschlag für eine Flagge mit einem rot und weißen Streifen und mit einem blauen Dreieck ein. Durch ein Boot, das entlang der Moldau fuhr, wurde sie getestet. 
Im Parlament wurde jedoch von einigen Parlamentariern stark dagegen protestiert und sie schlugen eine andere Lösung vor. Diesen Vorschlag – von einer amerikanisch-slowakischen Flagge – wiederum lehnten die restlichen Parlamentarier ab. Am 30. März 1920 wurde eine neue Flagge angenommen.
Nach der Zerschlagung der Zweiten Republik im März 1939–1945 wurden eine separate Flagge des Protektorats Böhmen und Mähren, die drei gleichen horizontalen Streifen von Weiß, Rot und Blau, und eine separate slowakische Staatsflagge verwendet. Trotz dieser Opposition wurde die alte Flagge im Ausland weiter verwendet. 1945 kehrte die Flagge ins Land zurück und wurde bis 1992 verwendet. 
Nach dem Zerfall der Tschechoslowakei übernahm das unabhängige Tschechien, nach heftigen Konflikten mit der Slowakei, 1993 die Flagge. 

Flagge der Tschechoslowakei
Die offizielle Flagge von 1918 bis 1920 (Flagge Böhmens)
Der Entwurf von 1919 (Jaroslav Kursa).
Vorschlag der Abgeordneten von 1920 (die tschechische, die amerikanische und die slowakische Flagge).
Flagge der Tschechoslowakei